# 1980 na política

## Eventos
- 3 de Janeiro - Francisco Sá Carneiro substitui Maria de Lourdes Pintasilgo no cargo de primeiro-ministro de Portugal.
- 4 de Fevereiro - Abolhassan Bani-sadr escolhido para presidente do Irã.
- 3 de Março - Pierre Elliott Trudeau toma posse como primeiro-ministro do Canadá.
- 6 de Abril - Ihsan Sabri Saglayangil substitui interinamente Fahri Koruturk na presidência da Turquia.
- 30 de Abril - A rainha Beatriz de Orange-Nassau sobe ao trono nos Países Baixos.
- 30 de Julho - Independência do Vanuatu.
- 25 de Agosto - O Zimbabwe é admitido na ONU.
- 31 de Agosto - Fundação do sindicato Solidarność, "Solidariedade" tendo como líder Lech Walesca na Polônia.
- 12 de Setembro - Kenan Evren substitui Ihsan Sabri Çaglayangil na presidência da Turquia.
- 4 de Dezembro - Diogo Freitas do Amaral substitui interinamente Francisco Sá Carneiro no cargo de primeiro-ministro de Portugal.
- No Brasil, é fundado o Partido dos Trabalhadores.
- Reconhecida a independência do Zimbabwe.
- Bülent Ulusu substitui Süleyman Demirel no cargo de primeiro-ministro da Turquia.
- Robert Mugabe é eleito presidente do Zimbabwe.
- Fernando Belaunde Terry substitui Francisco Morales Bermudez Cerruti na presidência do Peru.
- Vigdís Finnbogadóttir substitui Kristján Eldjárn na presidência da Islândia.

## Nascimentos
| Data | Nome | Profissão | Nacionalidade | Observações | Ref |
| ---- | ---- | --------- | ------------- | ----------- | --- |

## Mortes
| Data           | Nome                      | Profissão | Nacionalidade   | Observações | Ref |
| -------------- | ------------------------- | --- | --------------- | ----------- | --- |
| 6 de janeiro   | Petrônio Portela          | político | Brasil          | n. 1925     |     |
| 10 de março    | José Américo de Almeida   | escritor, político, advogado, folclorista e sociólogo brasileiro, membro da ABL                                                                   | Brasil          | n. 1887     |     |
| 18 de abril    | Igino Giordani            | escritor, jornalista e político | Reino de Itália | n. 1894     |     |
| 4 de maio      | Josip Broz Tito           | presidente da República Popular Federal da Jugoslávia de 1953 a 1963 e presidente da República Socialista Federativa da Jugoslávia de 1963 a 1980 | Sérvia          | n. 1892     |     |
| 8 de maio      | Osmar de Aquino           | político e jurista | Brasil          | n. 1916     |     |
| 7 de junho     | Adalgisa Nery             | poeta, jornalista e política | Brasil          | n. 1905     |     |
| 9 de julho     | Vinícius de Moraes        | poeta, compositor e diplomata | Brasil          | n. 1913     |     |
| 19 de julho    | Nihat Erim                | primeiro-ministro da Turquia | Turquia         | n. 1912     |     |
| 27 de julho    | Mohammad Reza Pahlevi     | último Xá do Irão | Irão            | n. 1919     |     |
| 3 de setembro  | Fabian von Schlabrendorff | resistente | Alemanha        | n. 1907     |     |
| 26 de outubro  | Marcello Caetano          | último presidente do conselho do Estado Novo, em Portugal                                                                                         | Portugal        | n. 1906     |     |
| 31 de outubro  | Edelmiro Julián Farrell   | presidente da Argentina de 1944 a 1946 | Argentina       | n. 1887     |     |
| 4 de Dezembro  | Francisco Sá Carneiro     | primeiro-ministro de Portugal | Portugal        | n. 1934     |     |
| 4 de Dezembro  | Adelino Amaro da Costa    | ministro da defesa de Portugal | Portugal        | n. 1943     |     |
| 18 de dezembro | Héctor José Cámpora       | presidente da Argentina em 1973 | Argentina       | n. 1909     |     |
| 24 de dezembro | Karl Dönitz               | almirante alemão e presidente da Alemanha em 1945                                                                                                 | Alemanha        | n. 1891     |     |